# 鈴木厚
鈴木 厚（すずき あつし、1959年（昭和34年）- ）は、千葉県出身の陶芸家、彫刻家、画家。父は彫刻家の鈴木実、母は日本画家の鈴木芳子。

## 経歴
1958年、鈴木実、鈴木芳子の長男として千葉県流山市に生まれる。1978年、千葉県立東葛飾高等学校卒業。1983年、東京造形大学造形学部美術学科彫刻専攻卒業。2004年、茨城県取手市の自宅に銀窯を開窯。

## 個展

### 彫刻家/画家として
- 1985年 真木画廊
- 1989年 ギャラリーＱとギャラリー＋１（同時開催）
- 1992年 ギャラリーＱ
- 1993年 ギャラリーＱ
- 1994年 ギャラリーＫ
- 2000年 ギャラリーＫ
- 2004年 ガレリア青猫

### 陶芸家として
- 2011年 10月「鈴木厚個展」OMONMA TENT
- 2011年 11月「鈴木厚陶磁器展」ギャラリー曜耀
- 2012年 5月 鈴木厚陶磁器展〜紋様天国〜　高島屋新宿店
- 2012年 11月 鈴木厚手陶磁器展〜紋様ラプソディー〜　田中酒造やねうら画廊（茨城県取手市）
- 2013年 鈴木厚陶磁器展　大沼山形本店
- 2014年 鈴木厚陶磁器展〜紋様は魂だ〜　金沢美術ギャラリー曜燿
- 2014年 鈴木厚陶磁器展〜人間のある器〜　ルヴァンⅡ（東京目白）
- 2014年 鈴木厚陶磁器展〜もの言う器〜　やねうら画廊（茨城県取手市）